# Српско учено друштво
Српско учено друштво била је српско удружење интелектуалаца. Суспендовано Друштво српске словесности (27/1 1864) обновљено је 29/7 1864. под именом Српско учено друштво (у наставку С. У. Д.) на тај начин, што су чланови Друштва српске словесности имали да писмено изјаве министру просвете да ли хоће да постану чланови С. У. Д.

## Задаци
Задатак С. У. Д. био је: бавити се наукама и вештинама, уколико се оне понајвише односе на Српство. С. У. Д. имало је у почетку 24 редовна члана, 44 почасна и 64 дописна. Постојала су 4 одсека:
- 1. за науке моралне, језикословне и литерарне;
- 2. за науке природословне и математичке;
- 3. за науке историјске и државне и
- 4. за вештине.

## Историја
Први председник С. У. Д. био је Јован Гавриловић. Рад С. У. Д. састојао се у читању самосталних радова појединих чланова, читању критика радова упућених друштву, у прикупљању разноврсних историјских података, старању о прикупљању старих списа и докумената, слању чланова за снимање архитектонских и сликарских споменика по Србији, прикупљању топографских испитивања и метеоролошких бележака. Резултате тога рада С. У. Д. давало је у своме органу Гласнику С. У. Д. Чланци и расправе у њему највише су се односили на историју, затим филологију, географију, статистику, археологију, библиографију, медицину, музику итд. Цео тај рад је продужење Д. С. Словесности. Гласник је излазио под редакцијом С. У. Д. у 75 књига I одељења (чланци и расправе) и 15 књ. II одељења (различна научна грађа).
Поред тога, С. У. Д. одржавало је сталне везе са словенским научним друштвима. С. У. Д. имало је свој архив и своју библиотеку. Цео рад је био једнолик, али стално све бољи; списи у Гласнику показивали су велики напредак по научној вредности.
1877 С. У. Д. променило је свој програм и формулисало га овако: »С. У. Д. обрађује и унапређује науке и уметности, самосталним истраживањем у наукама природословним, друштвеним, језикословним, историјским и уметничким, у колико се тиче Срба и Словена, а физичким, физиолошким и психолошким уопште. Поред тога друштво се може преко нарочитих одбора старати и радити на ширењу наука и књижевности у веће кругове«.
Тиме је С. У. Д. хтело да се бави и (поглавито) самосталним научним истраживањем и популарисањем тога рада. Научним истраживањима бавило се оно и даље. У томе правцу, поред дотадашњег рада, приређивало је и историјске, етнографске, археолошке екскурзије. Популарисањем науке бавило се тек од 1883, када је основало и пети одбор »Одбор за ширење наука и књижевности у народ« помоћу библиотеке популарних књига.
13. маја 1886 СУД је суспендовао министар просвете Милан Кујунџић због сукоба с њим. 1. новембра 1886. изашао је закон о оснивању Српске краљевске академије. Чланом 31. тог закона уступљена је Академији библиотека, збирке и имање СУД. Сукоб, који је настао због тога, привремено се завршио поновним отварањем СУД 25. јуна 1887. Али од тог доба оно је тешко радило, јер је остало без државне помоћи, а велики број његових чланова припао је Српској краљевској академији наука, којој је посвећивао главну активност. Спор између два друштва око архива и библиотеке Српског ученог друштва завршио је 9. априла 1891. министар просвете Андра Николић. На његов предлог оба су се друштва спојила 1892. на тај начин да је СУД изабрало својих 8 чланова за редовне чланове Српске краљевске академије наука, а сви остали његови разни чланови постали су почасни чланови Српске краљевске академије наука.

## Председници
| Председник         | Слика | Период    | Одсек                                            |
| ------------------ | ----- | --------- | ------------------------------------------------ |
| Јован Гавриловић   |       | 1864—1868 | Одсек за науке историјске и државне              |
| Јанко Шафарик      |       | 1869—1875 | Одсек за науке историјске и државне              |
| Стојан Бошковић    |       | 1876—1877 | Одсек за науке историјске и државне              |
| Ђуро Даничић       |       | 1878      | Одсек за науке моралне, језикословне и литерарне |
| Јосиф Панчић       |       | 1879−1882 | Одсек за науке природословне и математичке       |
| Владимир Јовановић |       | 1883–1886 | Одсек за науке историјске и државне              |
| Нићифор Дучић      |       | 1889–1891 | Одсек за науке историјске и државне              |